# RAF Camora
Raphael Raguči, poznatiji kao RAF Camora, RAF 3.0 ili RafOMic (Veve, 4. jun 1984) austrijski je denshol i hip-hop umetnik i producent. 

## Biografija
Rođen je u Švajcarskoj, od oca austrijskog i majke italijanskog porekla. Raguči se doselio u Beč, gde je odrastao i osnovao hip-hop grupu sa poljskim umetnikom Raptoijem. Pre toga, Raphael se oprobao u repu još sa 14. godina i to na francuskom jeziku. Sa 15. godina je pobegao od kuće i proveo godinu dana na ulicama Beča. Sa 17. godina je počeo karijeru sa francuskim bendom Assaut Mystik. Osnovao je bend Balkan Express sa reperom Jošijem Mizuom. Kasnije su se udružili Assaut Mystik i Balkan Express i snimili zajednički album Family Bizz. Godine 2006. objavio je album EP Skandal sa Emirezom. Godine 2009. izdao je svoj prvi album Nächster Stopp Zukunft kao RAF Camora.
U januaru 2010. godine je promenio ime u RAF 3.0 i potpisao ugovor sa izdavačkom kućom Irievibrations Records iz Beča, sa kojom je izbacio novi album RAF 3.0 2012. godine i Hoch 2 2013. godine. Oba albuma su imala veliki uspeh u Nemačkoj, Austriji i Švajcarskoj.
Vraćajući se svom prvobitnom imenu RAF Camora, godine 2013. osnovao je svoju izdavačku kuću Indipendenza. Godine 2016. izdao je svoj album Ghøst i Anthrazit 2017. godine, a ta dva albuma su dostigla velike uspehe na nemačkim, austrijskim i švajcarskim top listama.
Trenutno je poznat po saradnji sa muzičarima kao što su Nazar i Bonez MC, Gzuz i Maksvel. Objavio je zajednički album Artkore sa Nazarom i Palmen aus Plastik platinasti album sa MC Bonezom. U oktobru 2018. godine je objavljen novi zajednički album sa Bonezom pod nazivom Palmen aus Plastik 2. Sa tog albuma izdvojile su se pesme kao što su 500 PS, Kokain sa reperom Gzuzom, Risiko i druge.
Trenutno živi i stvara u Berlinu.

## Diskografija

### Albumi
Solo
| Godina | Naslov                   | Tabela | Tabela | Tabela |
| Godina | Naslov                   | AUT    | GER    | SWI    |
| ------ | ------------------------ | ------ | ------ | ------ |
| 2009   | (credited as RAF Camora) | —      | —      | —      |
| 2012   | (credited as RAF 3.0)    | 5      | 7      | 22     |
| 2013   | (credited as RAF 3.0)    | 3      | 1      | 8      |
| 2016   | (credited as RAF Camora) | 6      | 3      | 13     |
| 2017   | (credited as RAF Camora) | 1      | 1      | 5      |
| 2019   | (credited as RAF Camora) | 1      | 1      | 1      |
| 2021   | (credited as RAF Camora) | 1      | 1      | 1      |
| 2023   | (credited as RAF Camora) |        |        |        |

Kolaborativni albumi
| Godina | Naslov                                                                      | Tabela | Tabela | Tabela |
| Godina | Naslov                                                                      | AUT    | GER    | SWI    |
| ------ | --------------------------------------------------------------------------- | ------ | ------ | ------ |
| 2005   | (feat. Family Bizz)                                                         | —      | —      | —      |
| 2010   | (feat. Nazar)                                                               | 33     | —      | —      |
| 2014   | (feat. Chakuza i Joshi Mizu)                                                | 4      | 4      | 13     |
| 2016   | (feat. Bonez MC) Ponovo objavljena 2016. kao poznata kao sa bonus EP-ovima. | 2      | 1      | 1      |
| 2018   | (feat. Bonez MC)                                                            | 1      | 1      | 1      |
| 2022   | (feat. Bonez MC)                                                            | 1      | 1      | 2      |

### Mikstejpovi
| Godina | Naslov | Tabela |
| Godina | Naslov | AUT    |
| ------ | ------ | ------ |
| 2008   |        | —      |
| 2010   |        | 42     |
| 2010   | —      |        |
| 2012   |        | 40     |
| 2012   | —      |        |

### EP
- 2006:  (feat. Emirez)
- 2014:
- 2015:
- 2017:
- 2018:  (feat. Bonez MC)

### Singlovi
| Godina | Naslov                             | Tabela | Tabela | Tabela | Album   |
| Godina | Naslov                             | AUT    | GER    | SWI    | Album   |
| ------ | ---------------------------------- | ------ | ------ | ------ | ------- |
| 2012   | " (feat. Nazar)                    | 57     | 96     | —      | RAF 3.0 |
| 2012   | "                                  | 73     | 91     | —      | RAF 3.0 |
| 2016   | " (feat. Bonez MC)                 | 51     | 10     | 66     |         |
| 2016   | " (feat. Bonez MC)                 | —      | 42     | —      |         |
| 2016   | " (feat. Bonez MC feat. Gzuz)      | 67     | 20     | —      |         |
| 2016   | " (feat. Bonez MC feat. Maxwell)   | 46     | 7      | 58     |         |
| 2016   | " (feat. Bonez MC)                 | 35     | 7      | 35     |         |
| 2016   | " (feat. Bonez MC)                 | 48     | 8      | 34     |         |
| 2017   | " (feat. Bonez MC, Gzuz & Maxwell) | 32     | 11     | 46     |         |
| 2017   | " (feat. Bonez MC)                 | 33     | 37     | 88     |         |
| 2017   | "                                  | 53     | 52     | —      |         |
| 2017   | "                                  | 16     | 20     | 40     |         |
| 2017   | "                                  | 8      | 6      | 16     |         |
| 2017   | "                                  | 3      | 6      | 14     |         |

Drugi hitovi
| Godina | Naslov                                    | Tabela | Tabela | Tabela | Album |
| Godina | Naslov                                    | AUT    | GER    | SWI    | Album |
| ------ | ----------------------------------------- | ------ | ------ | ------ | ----- |
| 2016   | " (feat. Bonez MC)                        | —      | 36     | —      |       |
| 2016   | " (feat. Bonez MC)                        | —      | 37     | —      |       |
| 2016   | " (feat. Bonez MC feat. Gzuz)             | —      | 45     | —      |       |
| 2016   | " (feat. Bonez MC feat. Tommy Lee Sparta) | —      | 57     | —      |       |
| 2016   | " (feat. Bonez MC feat. Hanybal)          | —      | 59     | —      |       |
| 2016   | " (feat. Bonez MC)                        | —      | 62     | —      |       |
| 2016   | " (feat. Bonez MC feat. D-Flame)          | —      | 68     | —      |       |
| 2016   | " (feat. Bonez MC feat. Trettmann)        | —      | 73     | —      |       |
| 2016   | " (feat. Bonez MC)                        | —      | 74     | —      |       |
| 2016   | " (feat. Bonez MC feat. Trettmann)        | —      | 86     | —      |       |
| 2016   | " (feat. Bonez MC)                        | —      | 98     | —      |       |
| 2016   | " (feat. Bonez MC & Gzuz)                 | —      | 25     | —      |       |
| 2016   | " (feat. Bonez MC feat. Bausa)            | —      | 36     | —      |       |
| 2016   | " (feat. Bonez MC)                        | —      | 55     | —      |       |
| 2017   | " (feat. Gentleman)                       | 36     | 42     | 52     |       |
| 2017   | " (feat. Gentleman)                       | 56     | 61     | —      |       |
| 2017   | " (feat. KC Rebell)                       | 65     | 63     | —      |       |
| 2017   | " (feat. Bonez MC)                        | 62     | 65     | —      |       |
| 2017   | "                                         | 23     | 76     | —      |       |
| 2017   | " (feat. Ufo361)                          | 73     | 83     | —      |       |
| 2017   | "                                         | 69     | 88     | —      |       |
| 2017   | " (feat. Kontra K)                        | —      | 90     | —      |       |
| 2017   | "                                         | —      | 95     | —      |       |
| 2017   | "                                         | —      | 9      | 21     |       |
| 2017   | " (feat. Bonez MC, Gzuz & Ufo361)         | —      | 21     | 47     |       |
| 2017   | " (feat. Bausa)                           | —      | 64     | —      |       |

Gostujući singlovi
| Godina | Naslov                                                 | Tabela | Tabela | Tabela | Album |
| Godina | Naslov                                                 | AUT    | GER    | SWI    | Album |
| ------ | ------------------------------------------------------ | ------ | ------ | ------ | ----- |
| 2017   | " (Kontra K feat. RAF Camora & Bonez MC)               | —      | 46     | —      |       |
| 2017   | " (Capital Bra feat. RAF Camora & Joshi Mizu)          | 70     | 36     | —      |       |
| 2017   | " (Trettmann feat. Bonez MC & RAF Camora)              | 56     | 31     | —      |       |
| 2017   | "Nema bolje" (Jala Brat x Buba Corelli ft. RAF Camora) | —      | —      | —      |       |

Drugi gostujući singlovi
| Godina | Naslov                                        | Tabela | Tabela | Tabela | Album |
| Godina | Naslov                                        | AUT    | GER    | SWI    | Album |
| ------ | --------------------------------------------- | ------ | ------ | ------ | ----- |
| 2016   | " (Maxwell feat. RAF Camora)                  | —      | 29     | 51     |       |
| 2016   | " (Gzuz, Bonez MC & Sa4 feat. RAF Camora)     | —      | 60     | 94     |       |
| 2017   | " (Maxwell feat. RAF Camora)                  | —      | 41     | —      |       |
| 2017   | " (PA Sports feat. RAF Camora & Bonez MC)     | —      | 65     | —      |       |
| 2017   | " (Bonez MC, Gzuz & Maxwell feat. RAF Camora) | 67     | 30     | —      |       |

## Spoljašnje veze
- RAF Camora
- RAF 3.0 laut.de
- RAF Camora